# Anthidiellum bulawayense
Anthidiellum bulawayense är en biart som beskrevs av Mavromoustakis 1937. Anthidiellum bulawayense ingår i släktet Anthidiellum och familjen buksamlarbin. Inga underarter finns listade i Catalogue of Life.